# Adimplemento substancial
No direito civil, chama-se de adimplemento substancial a ideia de que um contrato não pode ser resolvido em razão de descumprimento de pequena relevância. Por meio do adimplemento substancial, procede-se à um juízo de proporcionalidade entre o descumprimento contratual e suas consequências, tendo como paradigma que a resolução contratual é medida extrema, e, portanto, que deve ser adotada como última opção (ultima ratio), de modo a se concluir que, diante do pressuposto do atendimento quase integral das
obrigações pactuadas, não se afigura razoável resolver-se o contrato. Isso significa que será lícito a parte prejudicada pelo descumprimento cobrar a prestação não realizada, por meio de pedido de indenização e, se for o caso, perdas e danos; não poderá, no entanto, pleitear a resolução do contrato. Segundo a doutrina civilista, no adimplemento substancial há um controle de legitimidade do exercício do direito à resolução, de modo que a resolução de um contrato em razão de descumprimento de pequena relevância passa a ser considerado ilegítimo, e, portanto, ilegal. A principal base teórica do adimplemento substancial é a boa-fé objetiva, sobretudo em sua função limitadora de direitos; por essa visão, o direito de resolver um contrato quando a prestação a justificar essa resolução é insignificante configura um abuso de direito.
Dessa forma, para a teoria do adimplemento substancial o inadimplemento de pequena relevância apresenta-se tão próximo do resultado final do contrato que exclui-se o direito de resolução, permitindo-se tão somente o pedido de indenização pela prestação não cumprida. Segundo essa visão, permitir-se a resolução nesse caso seria legitimar um uso abusivo do direito potestativo de resolução, já que há nítida desproporção entre a vantagem de quem pede a resolução (de ter quase todo o contrato cumprido) e o sacrifício de a quem é pedido a resolução (ter realizado quase todo o contrato, sem a entrega da contraprestação). Prefere-se, assim, que o contrato seja mantido, permitindo-se ao credor buscar pelas vias próprias (ex: ação judicial) o prejuízo causado pelo descumprimento de parte das obrigações.
A teoria do adimplemento substancial surgiu no direito norte-americano, sob a rubrica de "substantial performance" (performance substancial, em tradução livre). A figura é prevista expressamente em certos países, como a Itália, que prevê em seu Código Civil que um contrato não pode ser resolvido diante de um inadimplemento de "escassa importância" (scarsa importanza, no original). A Convenção de Viena, que regula a compra e venda internacional de mercadorias, exige para a resolução do ajuste uma “violação fundamental do contrato” (arts. 49 e 64), violação essa definida como aquela que "causa à outra parte um prejuízo tal que prive substancialmente daquilo que lhe era legítimo esperar do contrato (...)". No Brasil, apesar de o Código Civil de 2002 não tratar do tema, o instituto é largamente aplicado pelos tribunais brasileiros, fundamento-se as decisões na boa-fé objetiva.